# Wilhelm Liebknecht
Wilhelm Liebknecht (Gießen, 1826. március 29. – Berlin, 1900. augusztus 7.) német szociáldemokrata író, képviselő, agitátor, a német szociáldemokrata párt egyik alapítója. Karl Liebknecht apja.
Részt vett az 1848-49-es németországi forradalomban. A vereség után Svájcba, majd Angliába emigrált, ahol megismerkedett Marxszal és Engelsszel. 1862-ben tért haza. Az I. Internacionálé megalakulása után az Internacionálé németországi szekciójának vezetője lett. 1874-től haláláig a német Reichstagban volt képviselő. 1875-től a német szociáldemokrata párt Központi Bizottságának a tagja, 1890 után a pártlapnak, a Vorwärtsnek a szerkesztője. Forradalmi tevékenységéért többször bebörtönözték. Részt vett a II. Internacionálé megszervezésében is. Kitűnő szónokként tartották számon.

## Magyarul
- A legyek és a pókok; s.n., Bp., 189?
- Liebknecht Vilmos: Mit akar a szociáldemokrácia?; ford. Suhogó B. [Somogyi Béla]; Népszava, Bp., 1906
- Liebknecht Vilmos: A tudás: hatalom! A hatalom: tudás!; ford. Bresztovszky Ernő; Népszava, Bp., 1914 (Munkáskönyvtár)
- Liebknecht Vilmos: Pókok és legyek; ford. Nánássy György; Oroszországi Kommunista Párt magyar csoportja, Moszkva 1918 (Forradalmi írások)
- Marxista lexikon; kieg. Willi Münzenberg; Proletár, Paris, 1932